# موتور میران میهن دوست
موتور میران میهن دوست روستایی در دهستان پیشین بخش پیشین شهرستان راسک استان سیستان و بلوچستان ایران است.

## جمعیت
بر پایه سرشماری عمومی نفوس و مسکن در سال ۱۳۹۵ جمعیت این روستا ۳۶ نفر (۱۰خانوار) بوده‌است.